# The Starter Wife
The Starter Wife (no Brasil e em Portugal, A Ex), é uma mini-série norte-americana de 2007, e que deu origem a uma série no ano de 2008. O programa de televisão teve na realização Jon Avnet, também presente na produção que contou ainda com Stephanie Davis, Howard Klein, Gigi Levangie, Josann McGibbon e Sara Parriott. O seriado de comédia/drama do canal USA Network, estreou em Portugal no ano de 2007 no canal de cabo MOV, no canal FOX Life em Julho de 2009 e em sinal aberto na TVI em Dezembro de 2009. No Brasil estreou em Março de 2007 na antiga People + Arts que passou a ser chamada de Liv em 2010.

## Enredo
A minissérie conta a história de Molly, uma mulher tinha tudo o que Hollywood podia oferecer de melhor, enquanto estava casada com Kenny, um ambicioso e bem-sucedido produtor cinematográfico.
Mas tudo cairia por terra, nas vésperas de seu aniversário de dez anos de casamento (também a data de expiração de seu acordo pré-nupcial) quando Kenny, através de uma ligação de telefone, mostra sua determinação em se divorciar, deixando a esposa e sua filha de sete anos para trás.
De repente, todas portas, antes abertas para ela, são fechadas em sua cara, suas amigas socialites lhe viraram as costas e seu agora ex-marido está namorando uma garota que tem a metade da idade dele.
Quando está prestes a entrar em desespero, Molly é resgatada por sua amiga Joan, que aparece com uma ótima desculpa para tirá-la dos holofotes da alta sociedade e a leva para passar o verão em sua casa de praia, um dos melhores resorts privados da elite hollywoodiana.
Com a ajuda de novos e antigos companheiros, Molly precisa aprender a construir uma nova vida e encontrar o seu lugar no mundo.

## Elenco
| Ator                 | Papel                              | Notas                     |                     |
| -------------------- | ---------------------------------- | ------------------------- | ------------------- |
| Judy Davis           | Joan McAllister                    | (6 episódios, 2007)       |                     |
| Chris Diamantopoulos | Rodney                             | (6 episódios, 2007)       |                     |
| Peter Jacobson       | Kenny Kagan                        | (6 episódios, 2007)       |                     |
| Stephen Moyer        | Sam                                | (6 episódios, 2007)       |                     |
| Anika Noni Rose      | Lavender                           | (6 episódios, 2007)       |                     |
| Novella Nelson       | Nana                               | (6 episódios, 2007)       |                     |
| Aden Young           | Jorge Stewart                      | (6 episódios, 2007)       |                     |
| Joe Mantegna         | Lou Manahan                        | (6 episódios, 2007)       |                     |
| Debra Messing        | Molly Kagan                        | (6 episódios, 2007)       |                     |
| Bethany Whitmore     | Jaden                              | (6 episódios, 2007)       |                     |
| Brielle Barbusca     | Jaden Kagen                        | (6 episodes, 2007)        |                     |
| Miranda Otto         | Cricket Stewart                    | (5 episódios, 2007)       |                     |
| Trilby Glover        | Shoshanna                          | (5 episódios, 2007)       |                     |
| Gigi Edgley          | Chloe                              | (5 episódios, 2007)       |                     |
| Hailee Denham        | Skylar McNeil                      | (5 episodes, 2007)        |                     |
| Paul Gleeson         | Aaron                              | (3 episódios, 2007)       |                     |
| John Atkinson        | Detetive Parks                     | (3 episódios, 2007)       |                     |
| Jane Hall            | Sharon                             | (3 episódios, 2007)       |                     |
| Kate Kendall         | Lisa                               | (3 episódios, 2007)       |                     |
| Madeleine West       | Katy                               | (3 episódios, 2007)       |                     |
| Julia Blake          | Mrs. Caldecott                     | (2 episódios, 2007)       |                     |
| Rodger Corser        | Larry Hamill                       | (2 episodes, 2007)        |                     |
| Barry Langrishe      | Pappy                              | (2 episódios, 2007)       |                     |
| Leah Purcell         | Hannah Sprints (2 episódios, 2007) |                           |                     |
| Robert Mammone       | Bob                                | (2 episódios, 2007)       |                     |
| Dasi Ruz             | Ana                                | (2 episódios, 2007)       |                     |
| Christopher Kirby    | Detetive Smith                     | (2 episódios, 2007)       |                     |
| Ursula Brooks        | Country Club Administrator         | (2 episódios, 2007)       |                     |
| Jerome Ehlers        | Diretor                            | (2 episódios, 2007)       |                     |
| Matthew Scully       | Clarity Harbor Valet               | (2 episódios, 2007)       |                     |
| Leeanna Walsman      | Sasha                              | (2 episódios, 2007)       |                     |
| David Webb           | Dr. Peter                          | Hexton                    | (2 episódios, 2007) |
| Sam Healy            | Zen-Oh Hostess                     | (episódios desconhecidos) |                     |
| Sara Zwangobani      | Debra                              | (episódios desconhecidos) |                     |
| Karina Michel        | Auction wife/Kissing couple        | (episódios desconhecidos) |                     |
| Annabelle Bourlet    | Poster Girl                        | (episódios desconhecidos) |                     |
| Laura Whitnall       | News Anchor 2                      | (episódios deconhecidos)  |                     |